# 李思行
李思行（？—650年代），赵州人 ，出自赵郡李氏西祖。
曾经在太原避仇。李渊起兵之前，派他到京城打探动静，回来之后，回答的头头是道，深中李渊之意，授为左三统军。从军破宋老生，平京城，封骠骑将军。为唐朝开国免一死的十四个功臣的第十三位。武德年间，任齐王李元吉府护军，玄武门之变後，在磁州被捉住，押解京城，宣慰大使魏徵以李世民大赦为依据，赦免了李思行。李思行官至嘉州刺史，封乐安郡公。永徽初年去世，赠洪州都督，谥号襄。